# Finastra
Finastra est une société multinationale spécialisée dans le développement de logiciels financiers destinés aux marchés de capitaux, aux banques et autres entreprises actives sur les marchés financiers mondiaux. Son siège est situé à Londres

## Historique
La société Misys est fondée en 1979 et fournit des systèmes informatiques aux assurances au Royaume Uni. La société rejoint l’indice FTSE 250 lorsque cotée à la bourse de Londres en 1990.
En 2010, Misys rachète la société de services financiers Sophis pour £375 millions. La société revend ses parts dans Allscripts, ce qui provoque une envolée de sa valeur boursière. En juin 2012, Misys est rachetée par le fonds d’investissement privé Vista Equity Partners pour 2 milliards de dollars, puis est fusionnée avec la société de gestion de risques Turaz (département risk de la société Effix devenue Reuters Financial Software (RFS)).
En 2017, Misys fusionne avec l’entreprise D+H pour former Finastra. En octobre 2019, Finastra intègre une solution de paiement en blockchain pour les paiements internationaux. En mai 2019, Finastra lance 61 APIs pour lancer sa plateforme Fusion Fabric Cloud. En mars 2020, les serveurs de l'entreprise sont piratés. L'entreprise préfère désactiver ses serveurs infectés plutôt que de payer une rançon.

## Description
Le siège est situé à Londres, en Angleterre, avec des bureaux dans 50 pays à travers le monde. Les logiciels sont principalement développés et supportés à l’étranger. Les centres de développement comprennent : Bangalore (Inde), Pékin (Chine), Bucarest (Roumanie), Dublin (Irlande), Gdynia (Pologne), Manille (Philippines),New York (États-Unis), Paris (France).